# Гриденки (Износковский район)
Гриденки — деревня в Износковском районе Калужской области Российской Федерации. Входит в состав муниципального образования Сельское поселение «Деревня Ивановское».

## Этимология
Гриднями на Руси называли воинов княжьей дружины, гридёнок (вероятно) — сын гридня

## Физико-географическое положение
Деревня расположена в северо-западной части Калужской области, на границе со Смоленской областью. Расстояние до Калуги — 122 км, до Москвы — 274 км, до районного центра Износки — 9 км. Рядом находятся деревни Малиновка (2 км) и Мусино (4 км).

## Население
| 2002 | 2010 |
| ---- | ---- |
| 3    | ↘1   |

## История
В 1787 году в деревне родился русский дипломат Бутенёв, Аполлинарий Петрович.
В 1891 году деревня Гриденка входила в состав Алфёровской волости 2-го стана Медынского уезда. В деревне проживало 152 человека.